# Зарево над Кладно
«Зарево над Кладно» (чеш. Rudá záře nad Kladnem) — чехословацкий цветной фильм 1955 года режиссёра Владимира Влчека по хроникально-документальному роману Антонина Запотоцкого «Красное зарево над Кладно» об основании Коммунистической партии Чехословакии.

## Сюжет
1918 год, после возвращения с фронта Первой мировой войны рабочий Тоник, который ждёт в Кладно с женой с детьми, полный решимости изменить жизнь к лучшему и знаний полученных в революционной России, начинает работать в секретариате Чехословацкой социал-демократической рабочей партии. Однако, в своих усилиях он его друзья не находят поддержки со стороны руководителей партии, которые быстро отказались от революционных идеалов. Когда после победы партии на выборах 1920 года полиция разгоняет парламент, кладенцы объявляют всеобщую забастовку и готовятся к вооружённому восстанию. Но руководство профсоюзной организации железнодорожников предаёт их, и в Кладно прибывает армия, которая за короткое время арестовывает лидеров восстания. Забастовка подавлена, рабочие в Праге также потерпели поражение. Лидеры партии обуржуазившись отказываются от борьбы. В мае 1921 года левое крыло партии созвает съезд в Праге, в котором приняли участие Тоник с товарищами, на котором создаётся Коммунистическая партия Чехословакии.

К этому полотну можно было подойти двумя путями: либо создать масштабную историческую фреску об основании Коммунистической партии Чехословакии, либо снять несколько человеческих судеб на фоне этих великих исторических событий. По согласованию с автором мы выбрали второй способ — более скромный, но, вероятно, более близкий к зрителю.— режиссёр фильма

## В ролях
- Йозеф Бек — Тонда
- Власта Храмостова — жена Тондо
- Ярослав Пруха — шахтёр Ян Ванек
- Мария Ежкова — жена Яна
- Власта Фабианова — вдова Резина
- Ярослав Войта — шахтёр Йозеф Шадек
- Властимил Бродский — рабочий Холечек
- Вилем Бессер — рабочий Вацлав
- Феликс Ле Брё — редактор Антонин Немец
- Владимир Ржепа — министр Карел Прашек
- Франтишек Вноучек — премьер-министр Властимил Тусар
- и другие

## Прокат в СССР
Фильм дублирован на киностудии «Ленфильм» в 1956 году, в кинопрокате СССР с 4 марта 1957 года.